# Willemstad
Willemstad (William Town) je hlavní město Curaçaa, ostrova v jižním Karibském moři, který je součástí Nizozemského království. Bylo též hlavním městem Nizozemských Antil před jeho rozpuštěním v roce 2010. Historické centrum města se skládá ze čtyř čtvrtí: Punda a Otrobanda, které jsou odděleny zátokou Svatá Anna, která vede do velkého přírodního přístavu zvaného Schottegat, stejně jako čtvrtí Scharloo a Pietermaai Smal, které jsou naproti sobě na menším přístavu Waaigat. Willemstad je domovem synagogy Curaçao, nejstarší dochované synagogy v Americe. Centrum města s jedinečnou architekturou a vstupem do přístavu bylo zapsáno na seznam světového dědictví UNESCO.

## Historie
Punda byla založena v roce 1634, kdy nizozemská Západoindická společnost získala ostrov od Španělska. Původní název Punda byl v nizozemštině de punt. Město bylo postaveno jako opevněné město. Brzy se vyvinulo v jedno z hlavních center atlantického obchodu s otroky, což vyvolalo rychlý růst populace. V roce 1674 byla synagoga Curaçao postavena sefardskými portugalskými Židy z Amsterdamu a Recife v Brazílii, kteří se usadili ve městě jako obchodníci. Na konci 17. století bylo uvnitř městských hradeb více než 200 domů.
V roce 1675 bylo rozhodnuto postavit město Pietermaai mimo uzavřené město. Od města měla být oddělena oblastí asi 500 metrů, ve které se nesmělo stavět, aby nepřekážela dělům v pevnosti Amsterdam. V roce 1707 bylo založeno předměstí Otrobanda. Otrobanda se stala kulturním centrem Willemstadu. Jeho název pochází z Papiamentu otro banda, což znamená opačná strana. Následovalo předměstí Scharloo, nicméně Willemstad pokračoval v růstu. Do roku 1818 se populace Willemstadu rozrostla na 9 536 obyvatel. Dne 13. května 1861 bylo rozhodnuto o zbourání městských hradeb a výstavbě obytných domů v propasti oddělující Willemstad od Pietermaai.
Kolem roku 1925 vzkvétající ropný a fosfátový průmysl dále stimuloval růst a vyústil ve vytvoření nových čtvrtí. Mezi lety 1945 a 1955 byly Julianadorp a Emmastad vytvořeny společností Royal Dutch Shell, aby ubytovaly nové pracovníky. V roce 1985 byla ropná rafinerie, která zaměstnávala 12 000 lidí, uzavřena společností Shell. Vláda Curaçaa se rozhodla koupit rafinerii za 1,00 a převzít odpovědnost za všechny budoucí žádosti o znečištění. V roce 1986 byla pronajata venezuelské PDVSA a znovu otevřena v omezeném měřítku. V roce 2017 byla PDVSA zasažena represivními sankcemi vlády Spojených států a byly učiněny pokusy o obsazení rafinerie.
Dne 30. května 1969 se povstání v Curaçau, stávka na subdodavatele ropné rafinerie, změnilo v nepokoje. Nepokoje si vyžádaly dva mrtvé, 300 zatčených a vypálení části historického centra. Nizozemská námořní pěchota byla poslána do Willemstadu a celé centrum města bylo uzavřeno. V roce 1997 bylo centrum Willemstadu a jeho bývalá předměstí zapsána na seznam světového dědictví UNESCO. V 21. století byl zahájen rozsáhlý program renovace.

## Památky
- v Infoboxuː Templ Emanuela Vykupitele (synagoga), Radnice,  Most královny Juliány, Nassavská pevnost, historické domy obchodníků v centru a tržnice Penha (založena roku 1706), Muzeum, Bazilika svaté Anny
- Trnová katedrála z roku 2012 - otevřená konstrukce z trnových keřů, symbol Kristovy trnové koruny

## Galerie

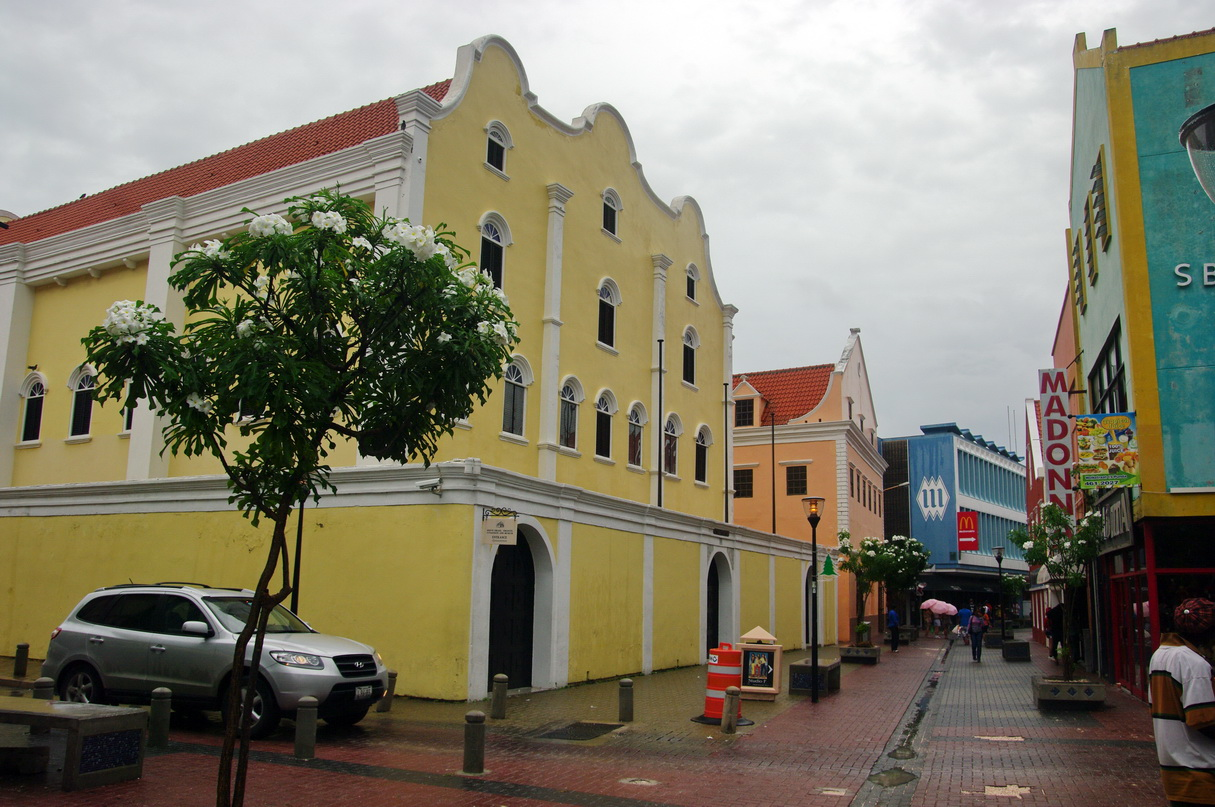
Synagoga a mikve (nyní muzeum)
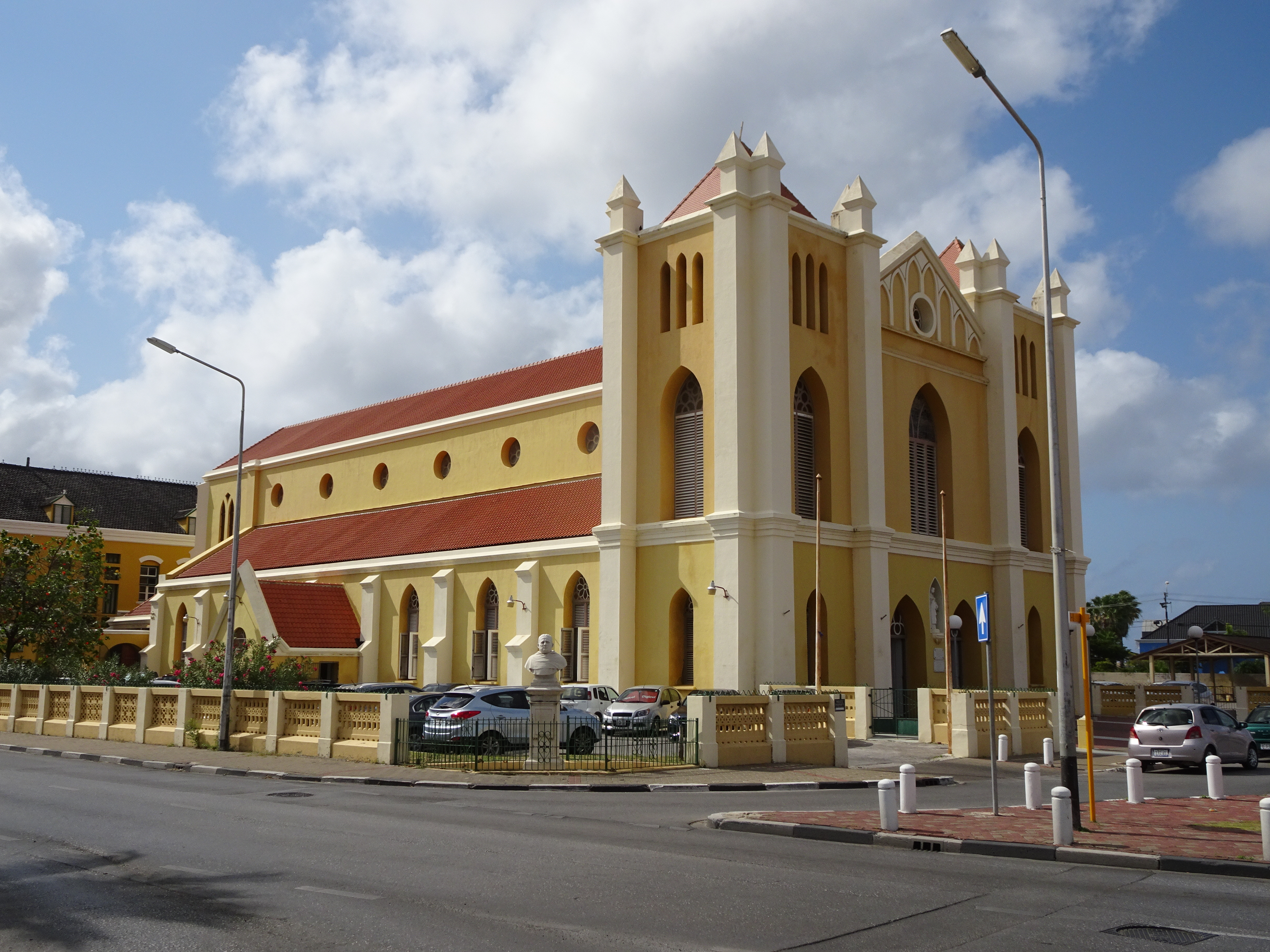
Katedrála Panny Marie
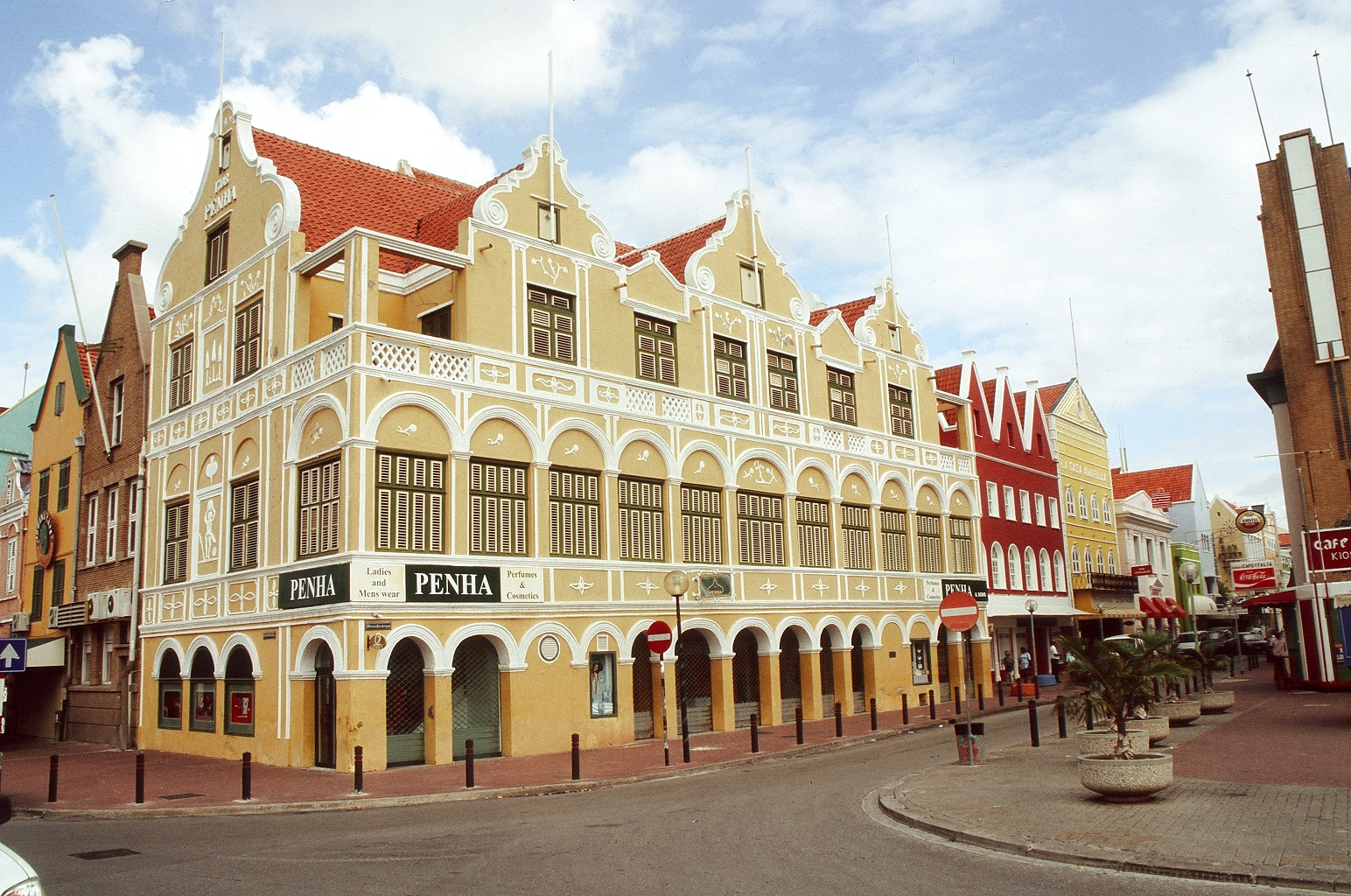
Tržnice Handelskade
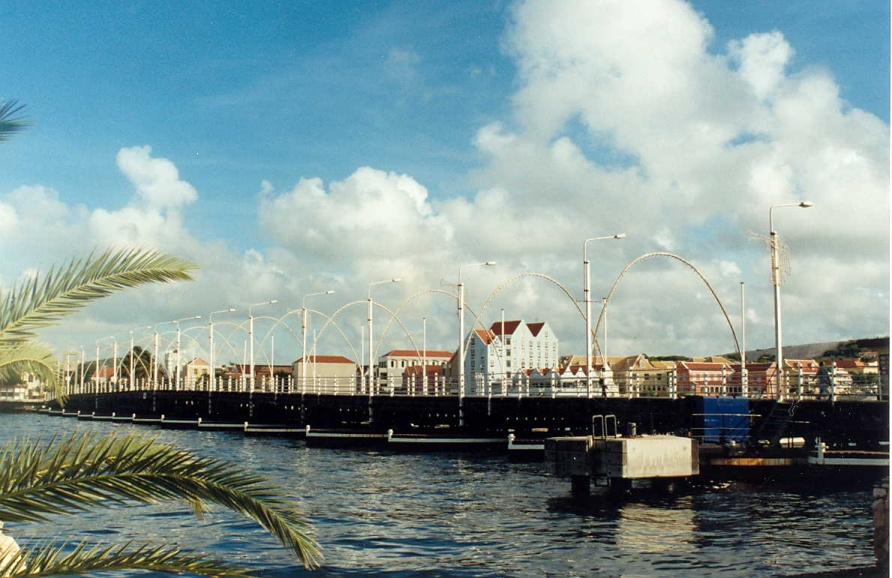
Most královny Emmy
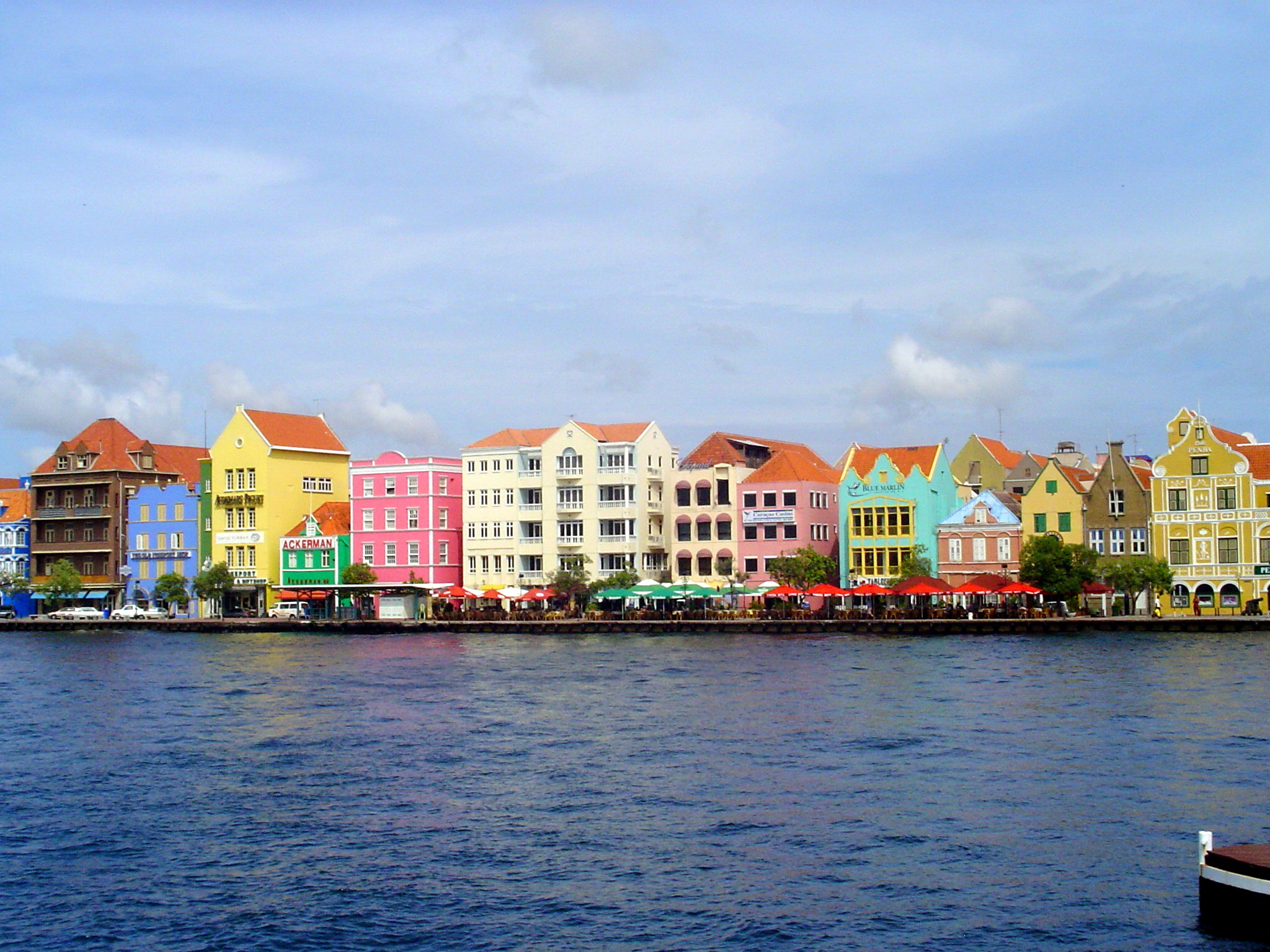
Domy v historickém centru
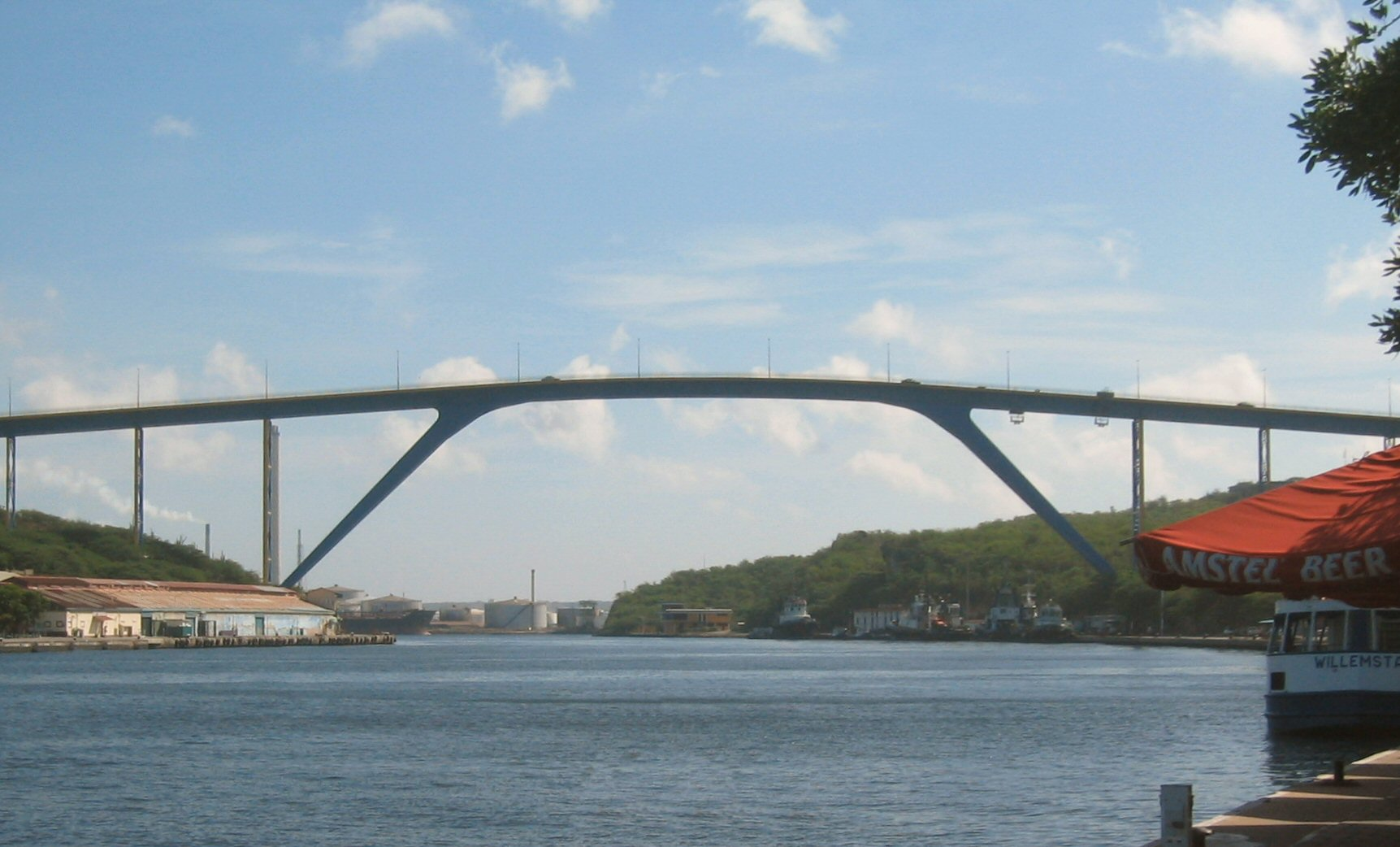
Most královny Juliány
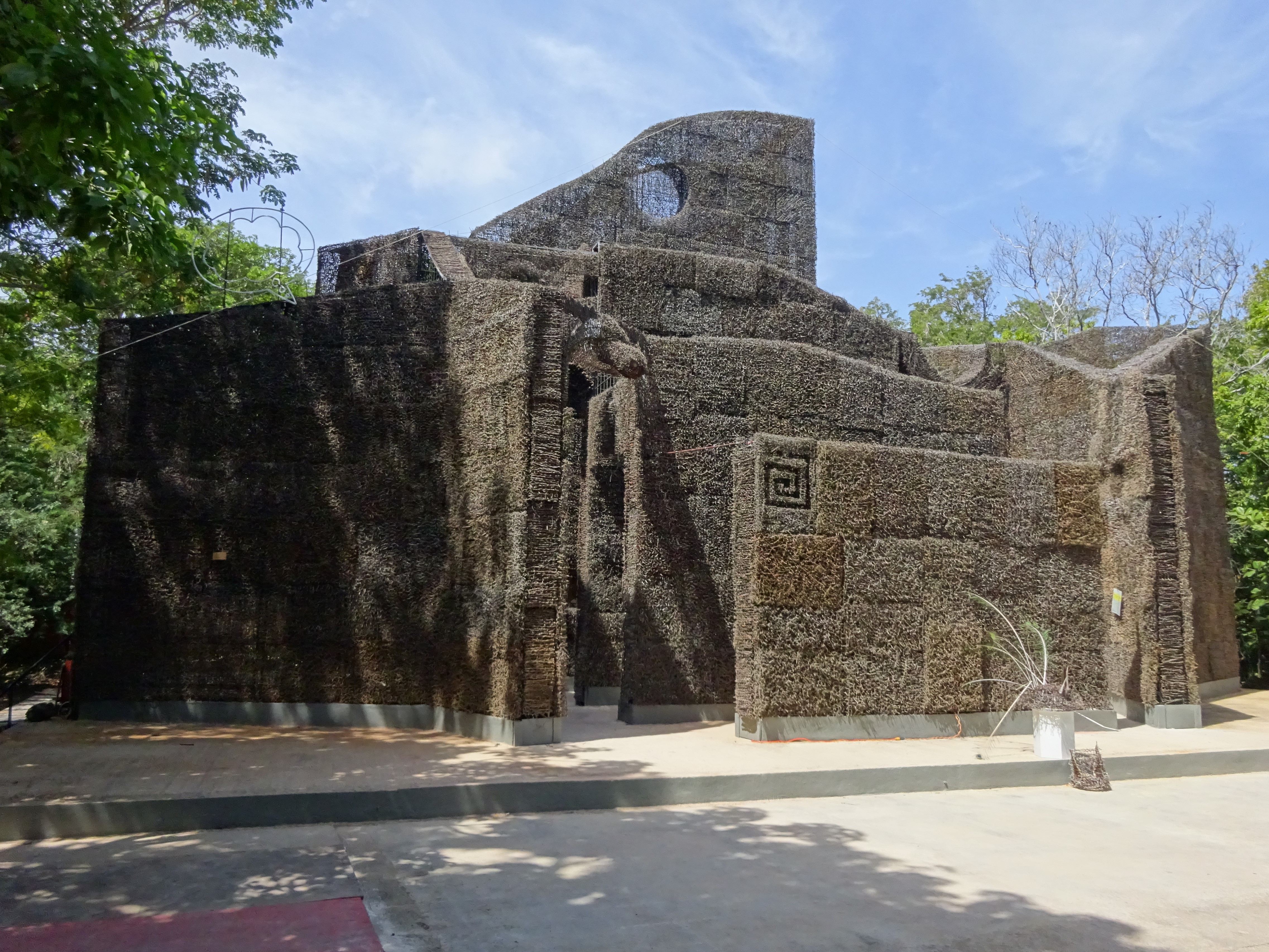
Trnová katedrála

## Osobnosti
- Jean-Julien Rojer (* 1981) – nizozemský tenista